# Liste des primats de l'Église catholique syriaque
Liste des patriarches catholiques syriaques d'Antioche (primats de l'Église catholique syriaque).

## Patriarches d'Antioche et de tout l'Orient
- Ignace André Akhijan (1662-24 juillet 1677)
- Ignace Pierre VI Chaahbadine (1677-février 1702)
  - Patriarcat aboli (février 1702-22 janvier 1782)
- Ignace Michel III Jarweh (22 janvier 1782-4 septembre 1800)
- Ignace Michel IV Daher (20 décembre 1802-1810)
- Ignace Simon II Zora (2 janvier 1811- 1er juin 1818)
- Ignace Pierre VII Jarweh (février 1820-16 octobre 1851)
- Ignace Antoine Ier Semheri (30 mars 1853-14 mars 1864)
- Ignace Philippe Ier Arkousse (6 août 1866-7 mars 1874)
- Ignace George V Chelhot (21 décembre 1874-1891)
- Ignace Behnam II Benni (12 octobre 1893-13 septembre 1897)
- Ignace Éphrème II Rahmani (9 octobre 1898-7 mai 1929)
- Ignace Gabriel Ier Tappouni (24 juin 1929-29 janvier 1968)
- Ignace Antoine II Hayek (10 mars 1968-23 juillet 1998)
- Ignace Moussa Ier Daoud (13 octobre 1998-8 janvier 2001)
- Ignace Pierre VIII Abdel-Ahad (16 février 2001-25 janvier 2008)
- Ignace Joseph III Younan (21 janvier 2009- )